# Danny Burstein
Danny Burstein (New York, 16 giugno 1964) è un attore e cantante statunitense, noto soprattutto come interprete di musical a Broadway.

## Biografia
I suoi genitori si separarono quando aveva appena 2 mesi ed è cresciuto con la mamma e il suo patrigno.
Ha lavorato in importanti produzioni di musical, come Merrily We Roll Along, The Music Man e  The Boys from Syracuse.
Nel 2011 prende parte alla produzione del Lincoln Center del musical di Stephen Sondheim Follies, nel ruolo di Buddy Plummer, lavorando a fianco ad attori del calibro di Bernadette Peters, Elaine Paige, Ron Raines e Linda Lavin. Questa produzione di Follies è stata poi messa in scena anche al Marquis Theatre di Broadway. Per la sua performance in questo musical, Burstein ha vinto il Drama Desk Award al miglior attore, oltre ad essere stato nominato al prestigioso Tony Award al miglior attore protagonista in un musical. Nel corso della sua carriera ha ottenuto altre sei candidature ai Tony Award, vincendo il Tony Award al miglior attore non protagonista in un musical nel 2021 per Moulin Rouge!.
Ha iniziato a recitare come attore in alcune serie televisive a partire dal 1999.
Ha esordito al cinema nel 2005 con Transamerica, in cui interpreta un dottore.

## Vita privata
Ha avuto due figli, Zachary e Alexander, dalla prima moglie Laura Toma, da cui ha divorziato.
È stato sposato con l'attrice Rebecca Luker dal 2000 alla morte della donna, avvenuta nel dicembre del 2020.

## Filmografia parziale

### Cinema
- Transamerica, regia di Duncan Tucker (2005)
- Sex List - Omicidio a tre (Deception), regia di Marcel Langenegger (2008)
- La famiglia Fang (The Family Fang), regia di Jason Bateman (2015)
- Indignazione (Indignation), regia di James Schamus (2016)
- Tick, Tick... Boom!, regia di Lin-Manuel Miranda (2021)

### Televisione
- Law & Order - I due volti della giustizia - serie TV, 6 episodi (1995-2010)
- Squadra emergenza - serie TV, 1 episodio (1999)
- Law & Order - Unità vittime speciali - serie TV, 2 episodi (2000-2015)
- Ed - serie TV, 1 episodio (2002)
- Absolutely Fabulous - serie TV, 1 episodio (2002)
- Law & Order: Criminal Intent - serie TV, 2 episodi (2004-2006)
- Boardwalk Empire - L'impero del crimine (Boardwalk Empire) – serie TV, 5 episodi (2010-2011)
- The Good Wife - serie TV, 1 episodio (2015)
- Elementary - serie TV, 1 episodio (2017)
- La fantastica signora Maisel - serie TV, 1 episodio (2017)
- Madam Secretary - serie TV, 1 episodio (2019)
- Fosse/Verdon - serie TV, 1 episodio (2019)
- Tales of the City - serie TV, 1 episodio (2019)
- Instinct - serie TV, 1 episodio (2019)
- Evil - serie TV, 6 episodi (2019-2024)
- Law & Order: Organized Crime - serie TV, episodio 1x04 (2021)
- Winning Time - L'ascesa della dinastia dei Lakers (Winning Time: The Rise of the Lakers Dynasty) - serie TV, episodio 1x03 (2022)
- Will Trent – serie TV, episodio 1x01 (2023)

### Doppiaggio
- Giant Robot - Il giorno in cui la Terra si fermò - serie TV, 7 episodi (1992-1998)
- Kimba - La leggenda del leone bianco (Gekijōban Janguru Taitei), regia di Yoshio Takeuchi (1997)
- Shura no toki - serie TV, 1 episodio (2004)

- La Fenice - serie TV, 13 episodi (2004)

## Teatro (parziale)
- Joseph and the Amazing Technicolor Dreamcoat, St Louis Municipal Opera (1986)
- Il gabbiano, Broadway (1992)
- Santa Giovanna, Broadway (1993)
- Company, Broadway (1995)
- The Boys from Syracuse, New York City Center (1997)
- Titanic, Broadway (1998)
- The Drowsy Chaperone, Broadway (2007)
- South Pacific, Broadway (2008)
- Follies, Kennedy Center (2011), Broadway (2012)
- Golden Boy, Broadway (2013)
- Cabaret, Broadway (2014)
- Fiddler on the Roof, Broadway (2015)
- Sogno di una notte di mezza estate, Off Broadway (2017)
- My Fair Lady, Broadway (2019)
- Moulin Rouge!, Broadway (2019)
- Pictures From Home, Broadway (2023)
- Gypsy, Broadway (2024)

## Riconoscimenti
- Tony Award
  - 2006 – Candidatura Miglior attore non protagonista in un musical per The Drowsy Chaperone
  - 2008 – Candidatura Miglior attore non protagonista in un musical per South Pacific
  - 2012 – Candidatura Miglior attore protagonista in un musical per Follies
  - 2013 – Candidatura Miglior attore non protagonista in un'opera teatrale per Golden Boy
  - 2014 – Candidatura Miglior attore non protagonista in un musical per Cabaret
  - 2016 – Candidatura Miglior attore protagonista in un musical per Fiddler on the Roof
  - 2021 – Miglior attore non protagonista in un musical per Moulin Rouge!
  - 2025 – Candidatura Miglior attore non protagonista in un musical per Gypsy[1]
- Drama Desk Award
  - 2008 – Candidatura Miglior attore non protagonista in un musical per South Pacific
  - 2012 – Miglior attore in un musical per Follies
  - 2014 – Candidatura Miglior attore non protagonista in un musical per Cabaret
  - 2016 – Miglior attore protagonista in un musical per Fiddler on the Roof
- Drama League Award
  - 2016 – Candidatura Miglior performance in un musical per Fiddler on the Roof
  - 2020 – Miglior performance in un musical per Moulin Rouge!
- Grammy Award
  - 2017 – Candidatura Miglior album di un musical teatrale per Fiddler on the Roof
  - 2020 – Candidatura Miglior album di un musical teatrale per Moulin Rouge!
- Outer Critics Circle Award
  - 2008 – Miglior attore in un musical per South Pacific
  - 2012 – Miglior attore in un musical per Follies
  - 2016 – Miglior attore in un musical per Fiddler on the Roof
  - 2020 – Miglior attore in un musical per Moulin Rouge!
  - 2025 – Candidatura miglior interpretazione in un ruolo non protagonista in un musical per Gypsy

## Doppiatori italiani
Nelle versioni in italiano delle opere in cui ha recitato, Danny Burstein è stato doppiato da:
- Massimo De Ambrosis in Transamerica, Tales of the City
- Francesco Orlando in Law & Order: Criminal Intent (ep.3x15)
- Michele Di Mauro in Law & Order: Criminal Intent (ep.7x02)
- Andrea Ward in La famiglia Fang
- Francesco Meoni in Winning Time - L'ascesa della dinastia dei Lakers
- Dario Oppido in Will Trent